# Porcellionides almanus
Porcellionides almanus là một loài chân đều trong họ Porcellionidae. Loài này được Verhoeff miêu tả khoa học năm 1949.